# راکی دا لا فوئنته
راکی دا لا فوئنته (انگلیسی: Rocky De La Fuente؛ زادهٔ ۱۰ اکتبر ۱۹۵۴) سیاستمدار اهل ایالات متحده آمریکا است.
وی از منتقدان سیاست‌های دونالد ترامپ در زمینه مهاجرت است.